# Mary Rose
El Mary Rose fue el barco de guerra insignia del monarca británico Enrique VIII, construido en el siglo XVI, y es la única nave de guerra de ese siglo que ha sido rescatada del mar. Tan importantes como sus restos (la parte derecha del casco) son los más de 20 000 objetos encontrados en él. La investigación arqueológica que siguió a su descubrimiento en 1971 permitió conocer mejor el diseño y la construcción navales de la Inglaterra de la época Tudor. Fue la nave favorita de Enrique VIII.

## Historia
Construido en Portsmouth entre 1509 y 1511, debe su nombre a la hermana más querida del rey, María, y al emblema de la dinastía Tudor, la rosa. Recién llegado al trono Enrique VIII se embarcó en un ambicioso proyecto de ampliación de su fuerza naval. Los barcos de guerra y los cañones con los que iban armados, no solo eran el máximo símbolo de poder y de riqueza del siglo XVI, para el nuevo rey representaban una salvaguarda frente al enemigo tradicional de Inglaterra en aquellos tiempos, Francia, de invadir la isla por mar. El monarca fortificó la costa del sur y decidió aumentar la flota que había heredado, formada únicamente por cinco carracas.

### Una flota profesional
El Mary Rose era una nao, pero igual que el Peter Pomegrante y el Henry Grace à Dieu se construyó con fines estrictamente militares. Hasta entonces, las naos habían sido meras naves mercantes adaptadas como barcos de guerra en caso de necesidad.
Los navíos de la nueva flota inglesa también fueron de los primeros en disparar lateralmente y en combatir a corta distancia. El Mary rose podía atacar disparando a sus 78 cañones, colocarse al lado del barco enemigo, y, tras una lluvia de flechas y cal viva, permitir a los soldados abordarlo y capturarlo en una lucha cuerpo a cuerpo. Era mucho más pequeño que el Henry Grace à Dieu (500 toneladas frente a 1.500), pero también más rápido. Desde su botadura fue el buque insignia de la armada inglesa casi siempre que estuvo activo. Así en 1512 lideró una flota de cincuenta barcos que atacó a los franceses en Brest. Aunque resultó dañado y tuvo que regresar a puerto, la batalla se saldó a favor de los ingleses.
Durante la década de 1530, los grandes barcos de la flota se reformaron y rearmaron para mejorar su maniobrabilidad y capacidad de fuego. El Mary Rose fue transformado en un protótipo inicial de galeón, de 700 toneladas y 91 cañones.

### El naufragio
En 1545, Francia se lanzó a invadir Inglaterra con 30.000 soldados trasportados en más de 200 barcos. Ante esta armada, los ingleses tan solo opusieron 12.000 hombres y 80 barcos. A principios de julio de ese año los franceses entraron en el canal de Solent. El 18 de aquel mes la flota inglesa partió de Portsmouth y atacó a distancia a la francesa, aunque ninguno de los dos bandos sufrió daños importantes. Enrique VIII fue testigo directo de la batalla desde el Henry Grace à Dieu.
A la mañana siguiente los franceses atacaron con sus galeras. Por la noche, la flota inglesa, encabezada por el Mary Rose, contraatacó. Adelantando al resto de la flota y bajo el fuego enemigo, esté viró y se detuvo para disparar sus cañones del costado y esperar refuerzos, pero una ráfaga de viento lo hizo zozobrar y se hundió. Tras las andanadas no había cerrado las troneras inferiores, por lo que al escorar el barco, el agua lo inundó rápidamente. La mayoría de su tripulación quedó atrapada en la red que protegía la cubierta de posibles abordajes y murió ahogada. A pesar de la pérdida del Mary Rose, los ingleses resistieron. Las tropas francesas, que habían invadido la isla de Wight y la costa de Sussex, se retiraron en agosto al no lograr asentar sus posiciones.

### Rescate del barco
Un mes después se intentó rescatarlo pero no hubo suerte. En 1836 fue localizado por un pescador y el buzo John Deane recuperó objetos de diverso valor. Sin embargo su pista se perdió. En 1967 se constituyó un comité para realizar excavaciones submarinas, se encontraron miles de objetos, así como los restos de unos 200 miembros de la tripulación. En 1979 se formó el Mary Rose Trust con la misión de rescatar el Mary Rose, lo que se conseguiría en 1982.

### El Mary Rose en el presente
Rescatado el barco, fue trasladado fuera del puerto de Portsmouth, Inglaterra, donde fue introducido en un dique seco para poder ser limpiado, restaurado y estudiado. Posteriormente fue trasladado al Portsmouth Historic Dockyard (Astillero Histórico de Portsmouth) donde fue abierto al público durante muchos años. El buque formó parte de una extensa colección de artefactos históricos restaurados. El 25 de enero de 2008 se inauguró el nuevo museo dedicado al Mary Rose, gracias al Ministerio de Defensa británico. El 31 de julio de 2008, se anunció que las investigaciones científicas llegaban a la conclusión de que de los 200 hombres habían muerto ahogados en la catástrofe luego de estudiar los restos de una veintena de ellos, gracias a los permisos a la Mary Rose Trust. También se llegó a la conclusión de que los tripulantes del Mary Rose no eran ingleses, si no del sur del continente europeo y muy posiblemente fueran españoles. Siguiendo con los escritos que recogieron el desastre, se hablaba de que los marinos de esta tripulación no entendían el inglés y que no atendían a las coordenadas ni a las órdenes dadas por sus jefes. Enrique VIII tuvo una larga época de falta de tropa inglesa para la marina, por lo que acabó contratando a mercenarios mediterráneos. Según las muestras de las dentaduras, colocan en España o en Italia los lugares de procedencia de los marinos del Mary Rose. 
El profesor Dominic Fontana, de la Universidad de Portsmouth, aclara que "el gatillo que hizo que la situación se descontrolase en el Mary Rose fue un navío francés que disparó una bala de cañón hacia la cocina cuando aún estaba anclado. Habiendo un sobrepeso de carga, levantaron anclas y viraron rápidamente y forzaron la colocación del velamen cuando la marea estaba girada, por lo que hizo que se expusiera indefensa hacia el ataque de su enemigo. Una fuerte ráfaga de viento hizo que cambiaran el rumbo y girasen de repente, volcándose y acabando hundido bajo el mar".